# Kloster La Bénisson-Dieu

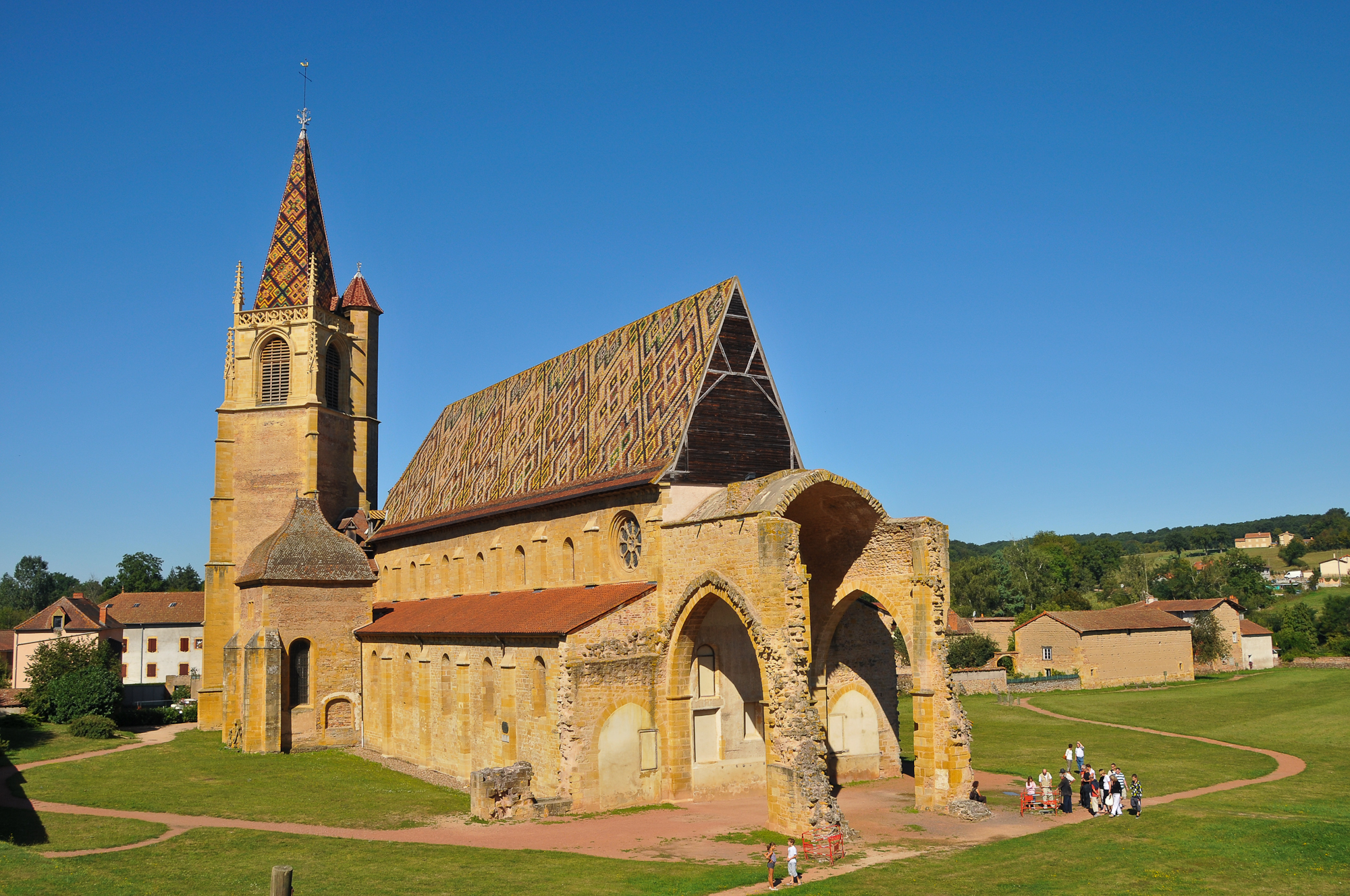
Ansicht der Kirche

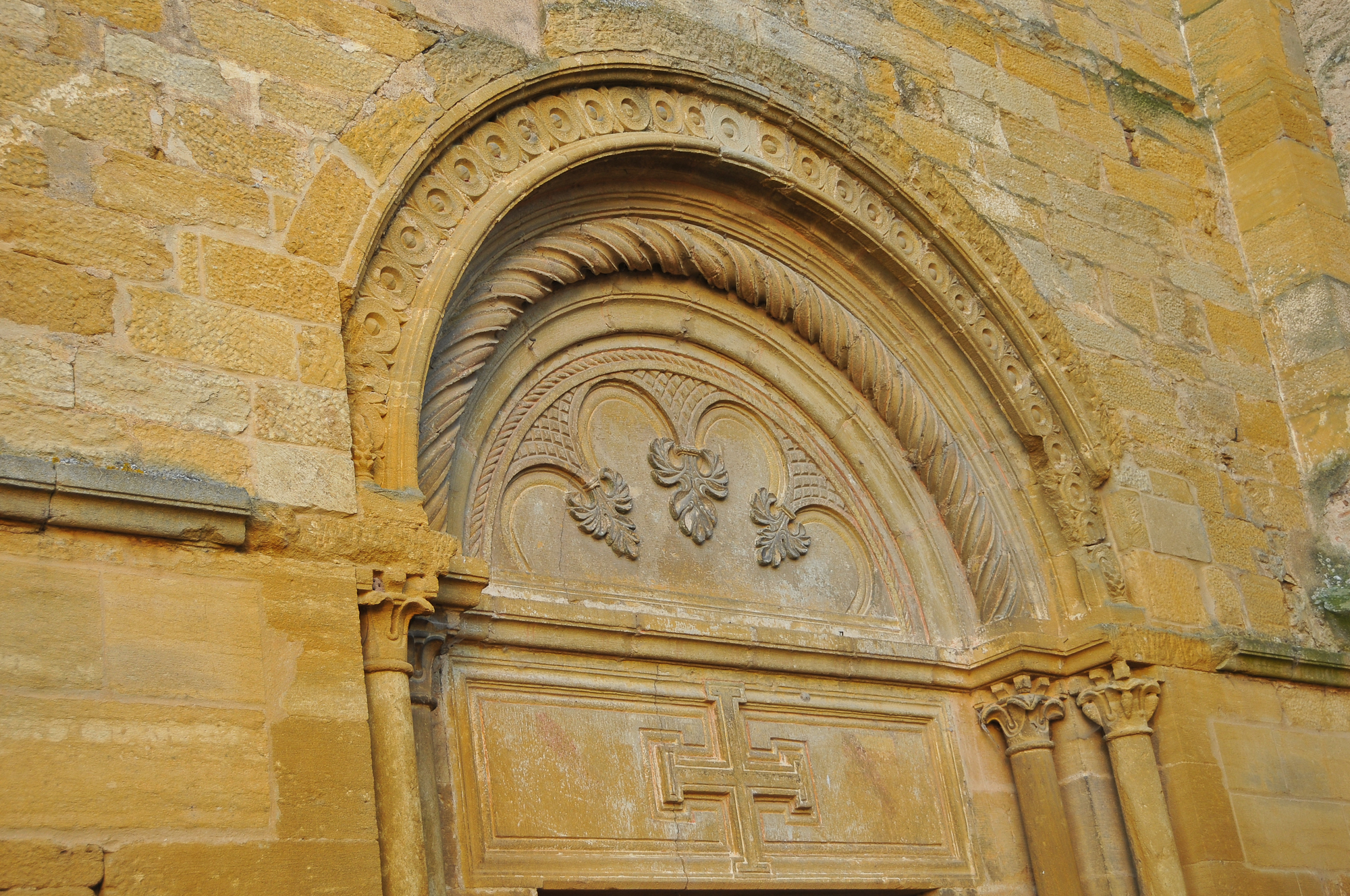
Portal der ehemaligen Abteikirche

Das Kloster La Bénisson-Dieu (Benedictio Dei) ist eine ehemalige Zisterzienserabtei in der Gemeinde La Bénisson-Dieu im Département Loire in der Region Auvergne-Rhône-Alpes (Frankreich).

## Geschichte
Die Abtei wurde laut einer Chronik aus dem 17. Jahrhundert am 29. September 1138 durch den Mönch Alberic, einem Schüler von Bernhard von Clairvaux, gegründet. Sie gehörte der Filiation der Primarabtei Clairvaux an. Der ursprüngliche Name war Notre Dame de la Bénediction de Dieu und wurde im Laufe der Zeit zu La Bénisson-Dieu.
Noch im 12. Jahrhundert wurden die Kirche und die Klostergebäude fertiggestellt. Unter dem Abt Pierre de la Fin wurden im 15. Jahrhundert größere bauliche Veränderungen vorgenommen: Der 51 Meter hohe und befestigte Glockenturm wurde errichtet und die Kirche mit bunten und glasierten Ziegeln gedeckt. Um 1500 wurde die Abtei zu einer Kommende umgewandelt. Nach den Zerstörungen während der Hugenottenkriege wurde zum 3. Juli 1612 die Abtei durch Tausch mit der Abtei Mègemont zu einem Frauenkloster umgewandelt und die erste Äbtissin wurde Françoise de Nérestang, die Tochter von Philibert de Nérestang, einem Mitstreiter von Heinrich IV.
In der Folgezeit wurde das Kloster wieder aufgebaut und der Anbau einer barocken Kapelle wurde 1651 fertiggestellt. Während der Französischen Revolution wurde das Kloster aufgehoben und die Gebäude wurden zum Abbruch verkauft. Als einziges Gebäude blieb die Klosterkirche erhalten, die Pfarrkirche des Ortes wurde.